# Seiloni Iaruel
Seiloni Iaruel (sinh ngày 17 tháng 4 năm 1995) là 1 cầu thủ người Vanuatu chơi ở vị trí thủ môn cho câu lạc bộ Tafea F.C. và đội tuyển quốc gia Vanuatu

## Sự nghiệp thi đấu tại câu lạc bộ
Từ năm 2011, Iaruel chơi cho câu lạc bộ Tafea F.C. Vào tháng 8 năm 2012, anh từng tập luyện 1 tháng tại Stoke City.

## Sự nghiệp thi đấu quốc tế
Iaruel từng thi đấu cho đội U-15 Vanuatu, U-17 Vanuatu, U-20 Vanuatu và đội tuyển quốc gia.